# Beau Sabreur
Beau Sabreur är en amerikansk stumfilm från 1928 i regi av John Waters, med Gary Cooper, Evelyn Brent, Noah Beery och William Powell i rollerna. Filmen bygger på romanen Beau Sabreur av P. C. Wren och är en fristående uppföljare till Tricolorens hjältar som i sin tur byggde på Wrens bok Beau Geste. Ingen kopia av filmen existerar idag och Beau Sabreur förmodas vara en förlorad film.

## Handling
En medlem av den franska främlingslegionen avslöjar en förrädare och skickas iväg på ett uppdrag för att mäkla fred bland araberna.

## Rollista
| Gary Cooper    | – Maj. Henri de Beaujolais |
| Evelyn Brent   | – Mary Vanbrugh            |
| Noah Beery     | – Sheikh El Hammel         |
| William Powell | – Becque                   |
| Roscoe Karns   | – Buddy                    |
| Mitchell Lewis | – Suleman the Strong       |
| Arnold Kent    | – Raoul de Redon           |
| Raoul Paoli    | – Dufour                   |
| Joan Standing  | – Maudie                   |
| Frank Reicher  | – Gen. de Beaujolais       |
| Oscar Smith    | – Djikki                   |

## Produktion
Beau Sabreur spelades in på plats i Guadalupe, Kalifornien, i Red Rock Canyon State Park i Kalifornien och i Yuma, Arizona.

### Nummer
1. ↑  ”Beau Sabreur: Screenplay Info”. Turner Classic Movies. http://www.tcm.turner.com/tcmdb/title/484683/Beau-Sabreur/screenplay-info.html. Läst 5 maj 2020.
2. 1 2  ”Beau Sabreur”. Silent Era. http://www.silentera.com/PSFL/data/B/BeauSabreur1928.html. Läst 5 oktober 2013.
3. ↑  ”Beau Sabreur (1928)”. New York Times. Arkiverad från originalet den 8 oktober 2013. https://web.archive.org/web/20131008091653/http://movies.nytimes.com/movie/84591/Beau-Sabreur/overview. Läst 5 oktober 2013.
4. ↑  ”Locations for Beau Sabreur”. Internet Movie Database. https://www.imdb.com/title/tt0018681/locations. Läst 16 september 2012.